# عالمي (أسطوانة جاستن بيبر المطولة)
عالمي (بالإنجليزية: My World) هي أول أسطوانة مطولة (إي بي) للمغني الكندي جاستن بيبر. تم إصدارها في 17 نوفمبر 2009، بواسطة آيلاند، وآر بي إم جي، وسكول بوي ريكوردز. يُعد الألبوم هو الجزء الأول من مشروع مُكون من جزئين، ويتم استكماله لاحقًا بواسطة ألبوم بيبر الإستوديو الأول عالمي 2.0 (2010). بعد توقيع عقد تسجيل في ضوء شعبيته المتزايدة علي موقع يوتيوب، عمل بيبر مع العديد من المتعاونين، بما في ذلك موجهه أشر والمنتجين تريكي ستيوارت، وديميل، وميدي مافيا. تشتمل موسيقى الألبوم علي أنماط البوب وبوب الرقص مع تأثيرات آر أند بي، وتناقش بشكل غنائي الرومانسية في سن المراهقة ومواقف بلوغ سن الرشد.
عند صدوره، تلقى ألبوم عالمي مراجعات إيجابية بشكل عام من نقاد الموسيقى، والذين أثنوا علي إنتاجه. ظهر لأول مرة في المركز السادس علي مخطط بيلبورد 200 للألبومات بالولايات المتحدة بمبيعات في الأسبوع الأول بلغت 137،000 نسخة. وبذلك، أصبح الإصدار الأول الأقوي لفنان جديد في الولايات المتحدة في عام 2009، علي الرغم من أن ألبوم حلمت حلمًا لسوزان بويل تصدره في الأسبوع التالي، والذي أدخل 701،000 وحدة في أسبوعه الأول. عند إصدار ألبوم عالمي 2.0 في مارس 2010، وصل ألبوم عالمي إلي ذروة جديدة بالمرتبة الخامسة علي بيلبورد 200. حققت الأسطوانة المطولة نجاحًا عالميًا. ظهرت لأول مرة علي قمة مخطط الألبومات الكندية، حيث حصلت لاحقًا علي الشهادة البلاتينية المزدوجة. حصلت أيضًا علي الاعتراف البلاتيني المزدوج في المملكة المتحدة.
تم إصدار أغنيتين منفردتين من ألبوم عالمي، وكلاهما حققا نجاحات دولية. وصلت الأغنية المنفردة الرئيسية، "مرة واحدة"، إلي المراكز العشرين الأولي في قوائم الأغاني المنفردة لخمس دول، في حين بلغت الأغنية اللاحقة، "فتاة أقل وحيدة"، ذروتها ضمن المراكز العشرة الأولي في كندا والمراكز العشرين الأولي في الولايات المتحدة. بلغت الأغنيتان الترويجيتان "أحبيني" و"الفتاة المفضلة" أيضًا ذروتهما في أعلي أربعين أغنية في ترتيب بيلبورد هوت 100 للأغاني في الولايات المتحدة في عام 2009. تم الترويج للمشروع أيضًا من خلال العروض التلفزيونية وجولة عالمي في عام 2010. تم إصدار الألبوم الريمكس عوالمي الصوتية والألبوم التجميعي عوالمي: المجموعة لاحقًا في نوفمبر 2010؛ قام الأخير بجمع الألبومات عالمي، وعالمي 2.0، وعوالمي الصوتية في مجموعة من قرصين.
في 12 فبراير 2016، تم إصدار ألبوم عالمي علي الفينيل لأول مرة.

## الخلفية والتكوين
بدأ بيبر حياته المهنية أولاً خلال موقع يوتيوب، حيث كان ينشر مقاطع فيديو لعروضه في مسابقات الغناء لأفراد العائلة الذين لم يستطيعوا الحضور. مع تزايد شعبيته علي الموقع، تم اكتشافه بواسطة مديره بنهاية المطاف سكوتر براون، والذي نقل بيبر بواسطة الطائرة إلي أتلانتا، جورجيا للتشاور مع فنان التسجيلات أشر. وفر له تجربة أداء مع إل. أي. ريد من تسجيلات آيلاند، ووقع عقد تسجيل في أكتوبر 2008. في أبريل 2009، بعدما سجل أغنيته المنفردة الأولي "مرة واحدة"، وصف أشر بيبر بأنه "ظاهرة شابة" و"ذا أولوية بالنسبة لي ولآيلاند ديف جام بالتأكيد." وصف بيبر لاحقًا عنوان الأغنية المُسجلة بأنها "الطريقة الوحيدة التي يمكنه من خلالها وصفها حقًا"، مضيفًا أنه يمثل "العديد من عناصر عالمه".
عند تسجيل ألبوم عالمي، أعرب بيبر عن رغبته في "النمو كفنان" وجعل "معجبيه ينمون معه". من الناحية الموسيقية، المشروع مشابه لكتالوجات كريس براون وأشر. وصفت مجلة إنترتينمنت ويكلي التسجل بأنه يضم "أغاني حب المراهقة الحلوة وحلويات بوب الرقص الضئيلة". سعي بيبر إلي عنونة مجموعة متنوعة من المواضيع الغنائية، والتي وصفها بأنها "الأغاني التي يمكن للمراهقين الارتباط بها" و"مجرد أشياء تحدث في الحياة اليومية".
تناقش الأغنية التمهيدية "مرة واحدة" إعجاب بيبر بإنثي ورغبته في أن يصبح حبيبها.[بحاجة لمصدر] تشاركها أغنية "الفتاة المفضلة" في نفس المشاعر، إذ تصف موضوع عاطفته بأنه "أعز ما يملك".[بحاجة لمصدر] أغنية "على الأرض" مستوحاة من انفصال والدي بيبر، وكُتبت لطمأنة معجبين في موقف مماثل "أن ذلك لم يكن بسبب شيء فعلوه". تشرح أغنية "أكبر" بالتفصيل طموح للعمل بعد الصعوبات التي تواجهها علاقة.[بحاجة لمصدر] لوحظت تجربته مع عناصر النيو جاك سوينغ التي كانت بارزة في ألبوم الإستوديو الثامن لمايكل جاكسون خطير، ووُصفت أيضًا بأنها "جزء من بي.واي.تي.". شعر بيبر أن أغنية "فتاة أقل وحيدة" كانت "من المهم حقًا [أن] تمتلك هؤلاء الفتيات شيئًا حتي يصبحن فتيات أقل وحيدات". تمت مقارنة الأغنية بأغنية "معكِ" لكريس براون وأغنية "لا بديل لك" لبيونسيه. تتضمن أغنية "الرقصة الأولي" غناء من أشر، وحازت علي مقارنات مع أغنية "أنت لست وحدك" لجاكسون. يختتم ألبوم عالمي بأغنية "أحبيني"، والتي أخذت عينات من أغنية "لوف فول" لفرقة الكارديغنز ووُصفت بواسطة إم تي في نيوز بأنها "أغنية كلوب ذات شاشة عريضة مليئة بمركبات البوبلي ونغمة بيبر المميزة الآن".

## الأغاني المنفردة
تم إصدار أغنية "مرة واحدة" في 18 مايو 2009، كالأغنية المنفردة الرئيسية لألبوم عالمي. تلقت الأغنية مراجعات إيجابية بشكل عام من نقاد الموسيقى، والذين أثنوا علي غناء بيبر، لكنهم لاحظوا افتقاره إلي الأصالة. وصلت الأغنية إلي المركز السابع عشر علي لائحة بيلبورد هوت 100 بالولايات المتحدة، وحصلت لاحقًا علي شهادة البلاتين من قِبل رابطة صناعة التسجيلات الأمريكية (RIAA) لمبيعات تجاوزت المليون نسخة. وصلت الأغنية إلي المركز الثاني عشر، عالميًا، علي لائحة كاناديان هوت 100، حيث حصلت لاحقًا علي شهادة البلاتين لمبيعات تجاوزت 10،000 وحدة. وصلت الأغنية أيضًا إلي المركز الحادي عشر في تصنيف المملكة المتحدة للأغاني المنفردة. حققت نجاحًا معتدلًا في مناطق أوروبية أخري، حيث بلغت ذروتها ضمن أفضل ثلاثين أغنية علي لوائح الأغاني المنفردة لدول النمسا، وبلجيكا، وألمانيا. تم إصدار فيديو موسيقي مُصاحب للأغنية في 24 نوفمبر 2009، ويصور بيبر يقيم حفلة في منزل أشر في غيابه.
تم إصدار أغنية "فتاة أقل وحيدة" في 30 نوفمبر 2009، كثاني أغنية منفردة من ألبوم عالمي. قوبلت برد فعل إيجابي بشكل عام، حيث اعتُبر غناء بيبر قويًا بما يكفي ليطغي علي المحتوي الغنائي العام. علي التوالي، بلغ المسار ذروته في الرقمين العاشر والخامس عشر في الولايات المتحدة وكندا، وحصل علي الشهادة البلاتينية في كندا. تم تصنيف الأغنية، دوليًا، ضمن أفضل ثلاثين أغنية في بلجيكا وألمانيا. تم إصدار الفيديو الموسيقي المُصاحب للأغنية في 30 نوفمبر 2009، ويصور بيبر وهو يبحث عن معجبته، والتي تركت وشاحها في المغسلة المحلية. تم إصدار أغنيتي "أحبيني" و"الفتاة المفضلة" كأغنيتين ترويجيتين علي آيتونز ستور قبيل إصدار ألبوم عالمي. علي التوالي، بلغوا ذروتهم عند الرقمين سبعة وثلاثين وستة وعشرين علي بيلبورد هوت 100.

## الترويج
روج بيبر في الأصل لألبوم عالمي من خلال الظهور في سلسلة من البرامج الإذاعية والتلفزيونية. في صيف 2009، ظهر علي محطات الراديو زيد 100 وراديو ديزني. في سبتمبر، ظهر كمقدم في حفل توزيع جوائز إم تي في للفيديو الموسيقي لعام 2009، وأدي أغنية "مرة واحدة" في جولة الشبكة إم تي في يو في إم إيه. في كندا، أدي أغنيتي "مرة واحدة" و"فتاة أقل وحيدة" في نهائيات برنامج النجم القادم في نهاية الشهر. في أكتوبر، أدي بيبر الأغاني "مرة واحدة"، و"فتاة أقل وحيدة"، و"الفتاة المفضلة" في سلسلة حفلات تويوتا الموسيقية التابعة لبرنامج اليوم؛ كان الجماهير هم أكبر جمهور بالبرنامج هذا العام، متجاوزًا بذلك أداء مايلي سايرس السابق. ظهر أيضًا في برامج إيتس آون ويز أليكسا تشونغ، وبرنامج إلين دي جينيريس، وصباح الخير يا أمريكا، وليلة لوبيز، وتشيلسي لايتلي، وبرنامج ويندي ويليامز، و106 & بارك خلال شهر نوفمبر. قام بيبر كذلك بالظهور كضيف شرف في مسلسل نيكلوديون التلفزيوني ترو جاكسون، في بي. خلال فصل الشتاء، أدي بيبر في العديد من حفلات "غينغل بول" للعطلة. كان من المقرر إقامة عرض في مركز روزفلت فيلدز التجاري في لونغ آيلاند، نيويورك، ولكن تم إلغاؤه بعد اعتباره بيئة غير آمنة بسبب الحشد الكبير بشكل استثنائي الذي بلغ 3،000 شخص. في 31 ديسمبر، أدي بيبر أثناء برنامج ديك كلارك لعشية رأس السنة الصاخبة مع رايان سيكرست.
في نوفمبر 2009، تعاون بيبر مع متجر الملابس بالتجزئة أوربان بيهيفيور لتقديم جولة أوربان بيهيفيور. تضمنت عروضًا في خمسة مواقع علي مدار خمسة أيام. أُقيمت الحفلة الأولي في 1 نوفمبر، في ميتروبوليس بمتروتاون في مدينة فانكوفر. استؤنفت الجولة في 3 نوفمبر واستمرت حتي 6 نوفمبر، حيث قدّم عروضًا في ويست إدمونتون مول في إدمونتون؛ ومركز إيتون في مونتريال؛ ووايت أوكس مول في لندن؛ وفون ميلز في تورونتو. في ديسمبر، سافر بيبر إلي فوكسبورو، ماساتشوستس، وظهر كمؤدي ضيف في حفلتين ضمن جولة جريئة لتايلور سويفت. أعلن بيبر عن جولته المعروفة باسم جولة عالمي في مارس 2010، والتي أُقيمت لدعم ألبومه عالمي وألبومه الإستوديو الأول عالمي 2.0. بدأت الجولة في 23 يونيو في مركز إكس إل في هارتفورد، كونيتيكت، وانتهت في 4 سبتمبر في معرض ألينتاون الكبير في ألينتاون، بنسلفانيا. قدّم بيبر ثمانية وثمانين حفلًا، نفدت تذاكر سبعة وستين حفلةً منها. في المجمل، بيع ما يقارب 1.4 مليون[بحاجة لمصدر] تذكرة، محققًا إيرادات تجاوزت 53 مليون دولار مع انتهاء الحفل.

## الاستقبال النقدي
علي موقع ميتاكريتيك، والذي يمنح تصنيفًا طبيعيًا من 100 لمراجعات من النقاد الرئيسيين، حصل ألبوم عالمي علي متوسط درجة 65، بناءً علي ستة مراجعات، مما يشير إلي "مراجعات إيجابية بشكل عام". أثني آندي كيلمان من موقع أول ميوزيك علي المادة باعتبارها "نوع المحتوي المناسب للعمر والذي من شأنه أن يكمل إصدارًا من كريس براون الصغير أو نسخة مصغرة من ني-يو"، مضيفًا أن جاذبيته عوضت عن افتقارها إلي العمق الغنائي. وفي مقال كتبه لمجلة بيلبورد، أبدي أحد النقاد رأيه بأن قوة المادة فتحت الإمكانية لبيبر "لتجميع المزيد من الأغاني الناجحة في العقد المقبل". أشاد ميكائيل وود من مجلة إنترتينمنت ويكلي بأغنية "أحبيني" ووصفها بأنها "أغنية ذات إيقاع إلكترو غلام رائعة" وأعرب عن رغبته في رؤية "غرور" بيبر مع التقدم في عمره. وقد قدم جون كارامانيكا من صحيفة نيويورك تايمز مراجعة إيجابية، واصفًا أغنية "فتاة أقل وحيدة" بأنها أغنية "جميلة وجادة بشكل غير معقد".
اختار روب شيفيلد من مجلة رولينغ ستون أغاني "الرقصة الأولي"، و"أكبر"، و"أحبيني" كأغاني مميزة خاصة به من المشروع. ووصفت آشانتي إنفانتري من صحيفة تورونتو ستار غناء بيبر بأنه غناء "كريس براون الصغير بتناغمات مُعاد تسجيلها علي طريقة فرقة نيو أديشن"، مضيفةً أن الإنتاج وكتابة الأغاني عملا بشكل جيد مع "غناءه الجاد في مرحلة المراهقة". وفي صحيفة بوسطن غلوب، قدّم مارك هيرش مراجعة متباينة، مُعلّقًا على أن بيبر "لا يُميّز" عن الفنانين السائدين شعبيةً، لكنه أشار إلي أن أغنية "على الأرض" أغنية "أساسية" من الألبوم. وأعرب أليسون ستيوارت من صحيفة واشنطن بوست عن سروره بمشاركة بيبر في كتابة العديد من الأغاني، لكنه كان أقل تفاؤلًا بشأن الاستخدام البارز لتقنية الضبط التلقائي. في حفل توزيع جوائز جونو 2010، رُشّح ألبوم عالمي لجائزتي ألبوم العام وألبوم البوب للعام، لكنه خسر أمام ألبوم "حب مجنون" لمايكل بوبليه في كلتا الفئتين.

## الأداء التجاري
في الولايات المتحدة، ظهر ألبوم عالمي في المركز السادس على قائمة بيلبورد 200، بمبيعات بلغت 137،000 نسخة في الأسبوع الأول. وبذلك، أصبح أقوى إصدار أول لفنان جديد في عام 2009. ومع ذلك، تفوّق عليه في الأسبوع التالي ألبوم حلمت حلمًا لسوزان بويل، والذي بيع منه 701،000 وحدة. في أسبوعه السادس من الإتاحة، بيع من التسجيل 157،000 نسخة، مسجلاً مبيعات أقوي من أسبوعه الأول. حصل علي شهادة ذهبية من رابطة صناعة التسجيلات الأمريكية (RIAA) في 14 ديسمبر 2009، لمبيعات تجاوزت 500،000 نسخة. حصل علي شهادة بلاتينية في 8 يناير 2010، بعد أن تجاوزت مبيعاته المليون وحدة. بعد أن ظهر ألبومه الإستوديو الأول عالمي 2.0 في المرتبة الأولي في مارس 2010، وصل سابقه إلي ذروة جديدة في المرتبة الخامسة، ما جعل بيبر أول فنان منذ نيللي في عام 2004 لديه ألبومين في المراكز الخمسة الأولي علي بيلبورد 200.
عالميًا، حقق ألبوم عالمي نجاحًا مماثلًا. ظهر التسجيل المُطول لأول مرة علي قائمة الألبومات الكندية في الصدارة، وحصل لاحقًا علي شهادة البلاتين المزدوج لمبيعات بلغت 160،000 نسخة. في النمسا، بلغ الألبوم ذروته في المركز الثاني، ثم حصل في النهاية علي شهادة البلاتين لمبيعات بلغت 6،000 نسخة. وصل المشروع إلي المركز السابع في ألمانيا، وعُرف لاحقًا بأنه إصدار حاصل علي مبيعات بلاتينية بعد بيع 200،000 نسخة. في المملكة المتحدة، بلغ ذروته في المركز الثالث، وحصل علي شهادة البلاتين المزدوج لمبيعات بلغت 600،000 نسخة. في اليابان، حصل ألبوم عالمي علي الشهادة الذهبية بعد بيع 100،000 نسخة.

## الألبوم الصوتي وألبوم المجموعة

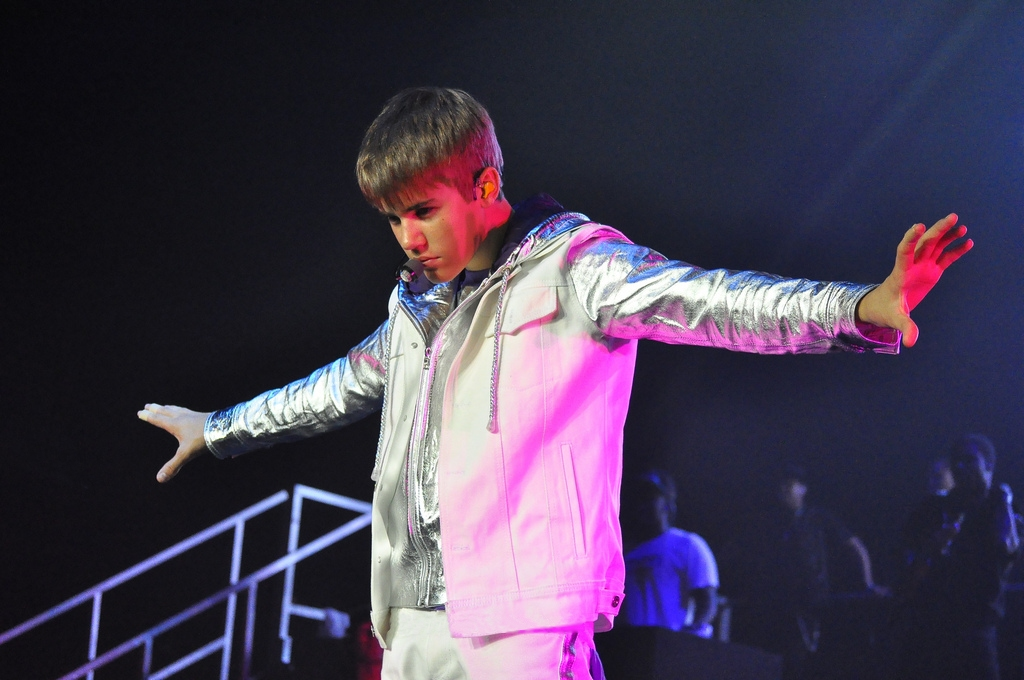
بيبر يؤدي في بوكور، إندونيسيا أثناء جولة عالمي، 2010.

تم إصدار ألبوم الريمكس عوالمي الصوتية في 22 نوفمبر 2010. وُزِّع الألبوم في الأصل كإصدار حصري لشركة وول مارت، ولكنه صار متاحًا عبر متجر آيتونز في 8 فبراير 2011. ضمّت قائمة الأغاني أربع أغاني مُعاد تسجيلها من ألبومي عالمي وعالمي 2.0، بالإضافة إلى أغنيتي "صلِّ" و"لا تقل مستحيل أبدًا" اللتين سُجِّلتا حديثًا آنذاك. أشاد نقاد الموسيقى بغناء بيبر الذي ازداد نضجًا، لكنهم اعتبروا المحتوي يفتقر إلي المادة الصوتية كاملةً، مما يجعل عنوانه خاطئًا. بعد إصداره في أمريكا الشمالية فقط، ظهر الألبوم لأول مرة في المركزين الرابع والسابع في كندا والولايات المتحدة، علي التوالي.
توفر لدي المناطق الدولية الألبوم التجميعي عوالمي: المجموعة في 19 نوفمبر 2010. تضمن القرص الأول نسخة موسعة من عوالمي الصوتية، بينما جمع القرص الثاني ألبومي عالمي وعالمي 2.0 في قائمة أغاني واحدة. عزز نقاد الموسيقى الإشادات السابقة بالألبومات الفردية، لكنهم تساءلوا عما إذا كان كتالوجه المتواضع يستحق الحاجة إلي إعادة إصداره. حقق الألبوم التجميعي نجاحًا متواضعًا في أوروبا، حيث بلغ ذروته في المراكز الأخيرة في قوائم الألبومات في فنلندا، واليونان، والسويد، وضمن المراكز العشرين الأولي في الدنمارك وهولندا.

## قائمة الأغاني
اعتمادات مُقتبسة من ملاحظات خطية من ألبوم عالمي.
| 1.            | "مرة واحدة"                 | سي. "تريكي ستيوارت" جيمس بونتون كورون كول ثابيسو نخيريني                      | جيه بي & كورون ستيوارت كوك هاريل (غناء) | 3:35  |       |       |       |       |       |       |       |       |
| 2.            | "الفتاة المفضلة"            | ديرنست "دي مايل" إميل الثاني ديليشا توماس أنتيا بيرشيت أنيشا بيرشيت           | إميل الثاني                             | 4:16  |       |       |       |       |       |       |       |       |
| 3.            | "على الأرض"                 | جاستن بيبر واين نوجنت كيفن ريستو ماسون ليفي كارلوس باتي ستيفن باتي            | ديرتي سويفت بروس واين                   | 4:05  |       |       |       |       |       |       |       |       |
| 4.            | "أكبر"                      | بيبر نوجنت ريستو دابو توريميرو لوني برو                                       | ديرتي سويفت بروس واين توريميرو          | 3:17  |       |       |       |       |       |       |       |       |
| 5.            | "فتاة أقل وحيدة"            | حزقيال "زيك" لويس باليوا محمد شون بي. هاميلتون هيوك شين أشر رايموند الرابع    | لويس محمد هاميلتون شين                  | 3:49  |       |       |       |       |       |       |       |       |
| 6.            | "الرقصة الأولي" (تتضمن أشر) | بيبر رايموند الرابع ألكسندر بارهم جونيور ريون لوفيت جيسي ويلسون دوايت رينولدز | بريتي بوي فريش                          | 3:42  |       |       |       |       |       |       |       |       |
| 7.            | "أحبيني"                    | برونو مارس فيليب لورانس آري ليفين بيتر سفينسون نينا بيرسون                    | دي جي فرانك إي بيل مالينا (صوت)         | 3:12  |       |       |       |       |       |       |       |       |
| المدة الكلية: | المدة الكلية:               | المدة الكلية:                                                                 | 25:58                                   | 25:58 | 25:58 | 25:58 | 25:58 | 25:58 | 25:58 | 25:58 | 25:58 | 25:58 |

| 8.  | "فتاة أقل وحيدة" (غناء فرنسي)   | لويس محمد هاميلتون شين ريموند الرابع أندريه واترز | لويس محمد هاميلتون شين | 3:48 |
| 9.  | "القاسم المشترك"                | لاشوندا "بيبي غيرل" كار بيبر                      | كار                    | 4:02 |
| 10. | "فتاة أقل وحيدة" (فيديو موسيقي) | لويس محمد هاميلتون شين ريموند الرابع              |                        | 3:48 |
| 11. | "مرة واحدة" (فيديو موسيقي)      | ستيوارت بونتون كول نكيرياني                       |                        | 4:02 |

اعتمادات نموذجية
- تحتوي أغنية "أحبيني" علي مقطع موسيقي مأخوذ من أغنية "لوف فول" (1996)، التي غنتها الفرقة السويدية ذا كارديغانز.[14]

## طاقم العمل
اعتمادات مُقتبسة من ملاحظات خطية من ألبوم عالمي.
- جاستن بيبر – الغناء الرئيسي والخلفي
- تايلور جريفز –غناء خلفي
- بوني ماكي – غناء خلفي
- دوايت "سكراب" رينولدز – لوحة مفاتيح
- تيم ستيوارت – غيتار

الإنتاج
- أنتيا بيرشيت – منتجة
- أنيشا بيرشيت – منتجة
- سكوتر براون – منتج تنفيذي
- لاشوندا "بيبي غيرل" كار – منتج
- دي جي فرانك إي – منتج
- بليك إيزمان – تسجيل
- ديرنست إميل الثاني – منتج
- جايسن جوشوا فاولر – مكساج
- ألكسندر "بريتي بوي فريش" بارهم جونيور – منتج
- كريستي هول – مساعد منتج
- شون بي. هاميلتون – منتج
- كوك هاريل – منتج
- كريستوفر هيكس – منتج الألبوم
- كريس كراوس – مسجل
- حزقيال لويس – منتج
- جيانكارلو لينو – مساعد مكساج
- ريون لوفيت – منتج
- بيل مالينا – إنتاج صوتي
- باليوا محمد – منتج
- تيريوس ناش – منتج
- واين نوجنت – منتج
- ديف بينسادو – مكساج
- أشر رايموند الرابع – غناء، ومنتج تنفيذي
- أنطونيو "إل.أيه." ريد– منتج تنفيذي
- كيفن ريستو – منتج
- غابرييلا شوارتز – تسويق
- هيوك شين – منتج
- جيريمي ستيفنسون – تسجيل
- كريستوفر "تريكي" ستيوارت – منتج
- بريان توماس – تسجيل
- دابو توريميرو – منتج
- بروس واين – منتج
- جيسي ويلسون – منتج
- أندرو ويبر – مساعد مكساج

التصميم
- زاك أتكينسون – الاتجاه الفني والتصميم
- كريس بالدوين – تصوير ملصق الألبوم
- باميلا ليتكي – فوتوغرافيّا
- داريا هاينز – تصميم
- دوغ جوسويك – إنتاج الحزمة

العمل التجاري
- إيان ألين – شؤون العمل
- إيه.جيه. بنسون;– مشرف
- ليزا دي برونسون – مشرفة
- روزاليند هاريل – مستشارة المشرف
- ستيف أوينز – مستشار المشرف
- فانيسا برايس – إعداد
- يولاندا راي – مشرفة
- آرون روزنبورغ – المستشار القانوني
- تود راسل – الاتجاه الفني والتصميم
- تاشيا ستافورد – مشرفة
- أنطوانيت تروتمان – شؤون العمل
- نيكول ويسكواركو – شؤون العمل

## اللوائح
| لائحة (2009–2010)                             | موضع الذروة |
| --------------------------------------------- | ----------- |
| الألبومات الأسترالية (إريا)                   | 79          |
| الألبومات النمساوية (أو3 النمسا توب 40)       | 2           |
| الألبومات البلجيكية (أولتراتوب فلاندر)        | 16          |
| الألبومات البلجيكية (أولتراتوب والونيا)       | 23          |
| الألبومات الكندية (بيلبورد)                   | 1           |
| الألبومات الدنماركية (هيتليستين)              | 9           |
| الألبومات الهولندية (أفضل 100 ألبوم)          | 52          |
| الألبومات الألمانية (أفضل 100 ألبوم رسمي)     | 7           |
| الألبومات اليونانية (IFPI)                    | 10          |
| الألبومات الأيرلندية (IRMA)                   | 11          |
| الألبومات المكسيكية (أفضل 100 ألبوم بالمكسيك) | 22          |
| الألبومات البرتغالية (AFP)                    | 2           |
| الألبومات الإسبانية (بروموسيكاي)              | 71          |
| الألبومات السويسرية (هيت باراد السويسري)      | 39          |
| الألبومات بالمملكة المتحدة (OCC)              | 3           |
| بيلبورد 200 بالولايات المتحدة                 | 5           |

| لائحة (2010)                              | الموضع |
| ----------------------------------------- | ------ |
| الألبومات النمساوية (أو3 النمسا)          | 25     |
| الألبومات البلجيكية (أولتراتوب فلاندر)    | 48     |
| الألبومات البلجيكية (أولتراتوب والونيا)   | 87     |
| الألبومات الكندية (بيلبورد)               | 11     |
| الألبومات الألمانية (أفضل 100 ألبوم رسمي) | 34     |
| الألبومات بالمملكة المتحدة (OCC)          | 12     |
| بيلبورد 200 بالولايات المتحدة             | 8      |

| لائحة (2011)                     | الموضع |
| -------------------------------- | ------ |
| الألبومات النمساوية (أو3 النمسا) | 62     |
| الألبومات بالمملكة المتحدة (OCC) | 80     |
| بيلبورد 200 بالولايات المتحدة    | 108    |

| لائحة (2010–2019)                | الموضع |
| -------------------------------- | ------ |
| الألبومات بالمملكة المتحدة (OCC) | 73     |
| بيلبورد 200 بالولايات المتحدة    | 91     |

## الشهادات
| المنطقة                                                          | شهادة     | الوحدات المصدقة/مبيعات |
| ---------------------------------------------------------------- | --------- | ---------------------- |
| النمسا (آي إف بي آي النمسا)                                      | بلاتين    | 20،000*                |
| كندا (ميوزك كندا)                                                | 2× بلاتين | 160،000^               |
| ألمانيا (BVMI)                                                   | بلاتين    | 200،000^               |
| البرتغال (AFP)                                                   | 4× بلاتين | 80،000^                |
| المملكة المتحدة (BPI)                                            | 3× بلاتين | 900،000‡               |
| الولايات المتحدة (RIAA)                                          | 3× بلاتين | 3،000،000‡             |
| *المبيعات بناء على الشهادة وحدها ^الشحنات بناء على الشهادة وحدها |           |                        |

## تاريخ الإصدار
| البلد               | التاريخ        | العلامة التجارية                  |
| ------------------- | -------------- | --------------------------------- |
| الولايات المتحدة    | 17 نوفمبر 2009 | تسجيلات آيلاند                    |
| كندا                | 17 نوفمبر 2009 | موسيقى يونيفرسال                  |
| أستراليا            | 20 نوفمبر 2009 | موسيقى يونيفرسال                  |
| المملكة المتحدة     | 18 يناير 2010  | تسجيلات ميركوري                   |
| فرنسا               | 22 مارس 2010   | تسجيلات ميركوري، موسيقى يونيفرسال |
| العالم أجمع (فينيل) | 12 فبراير 2016 | تسجيلات آيلاند                    |